# Toulouses tunnelbana

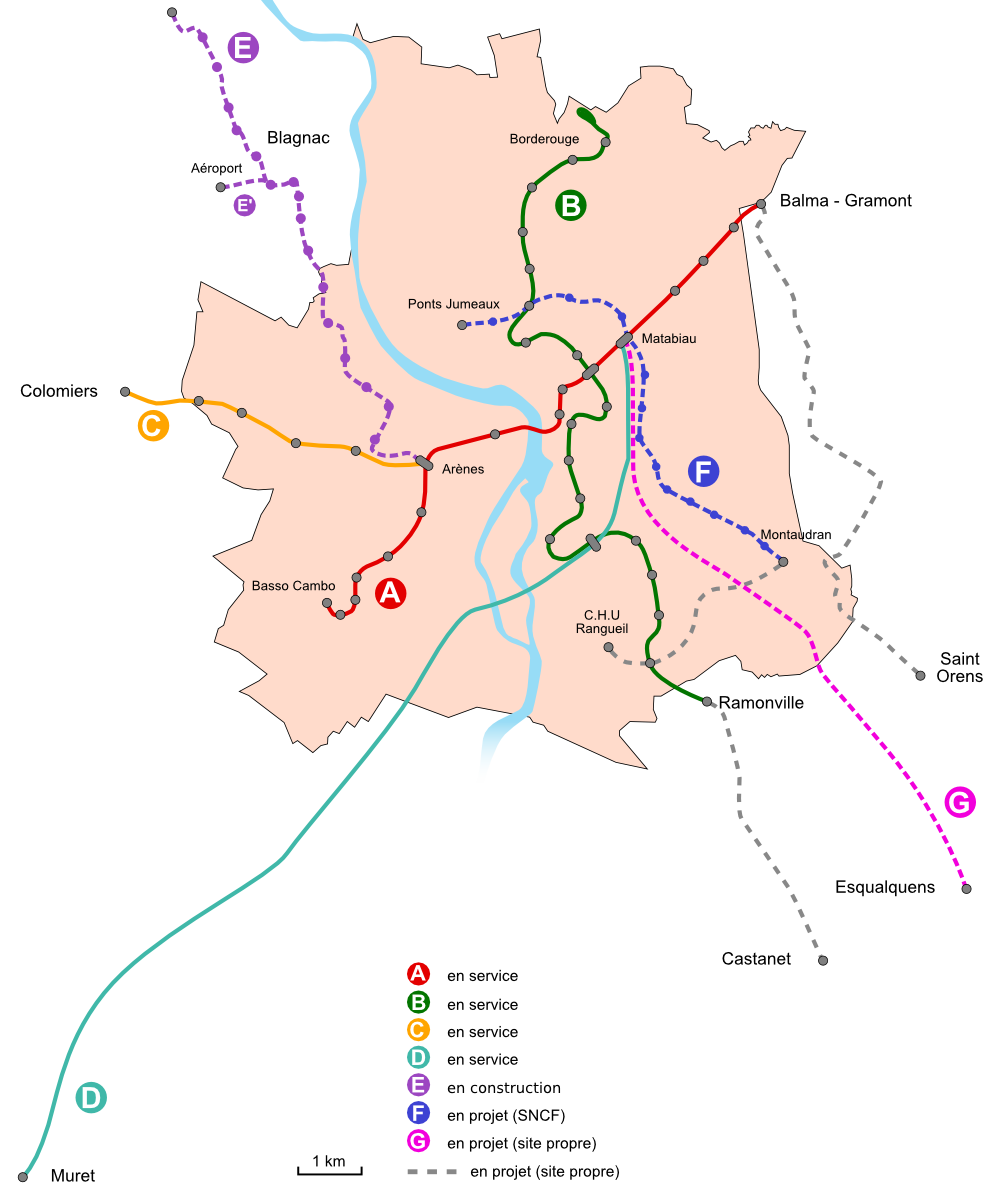
Karta över tunnelbanan och tänkbara förlängningar

Toulouses tunnelbana är en tunnelbana i Frankrike som opererar i staden Toulouse. Kollektivtrafiken startades av företaget SEMVAT ("Société d'économie mixte des voyageurs de l'agglomération toulousaine"), ett företag till 80% ägt av staten och 20% ägt av privat sektor. Tunnelbanesystemet öppnades 1993 och är 37,5 kilometer långt. Hittills finns två linjer, linje A och B, varav den senaste öppnades den 30 juni 2007. I staden planeras även linjer som kommer att köras av SNCF (franska statsjärnvägen), linje D och F, samt en linje som kommer att fungera ungefär som en spårvagn, linje E.

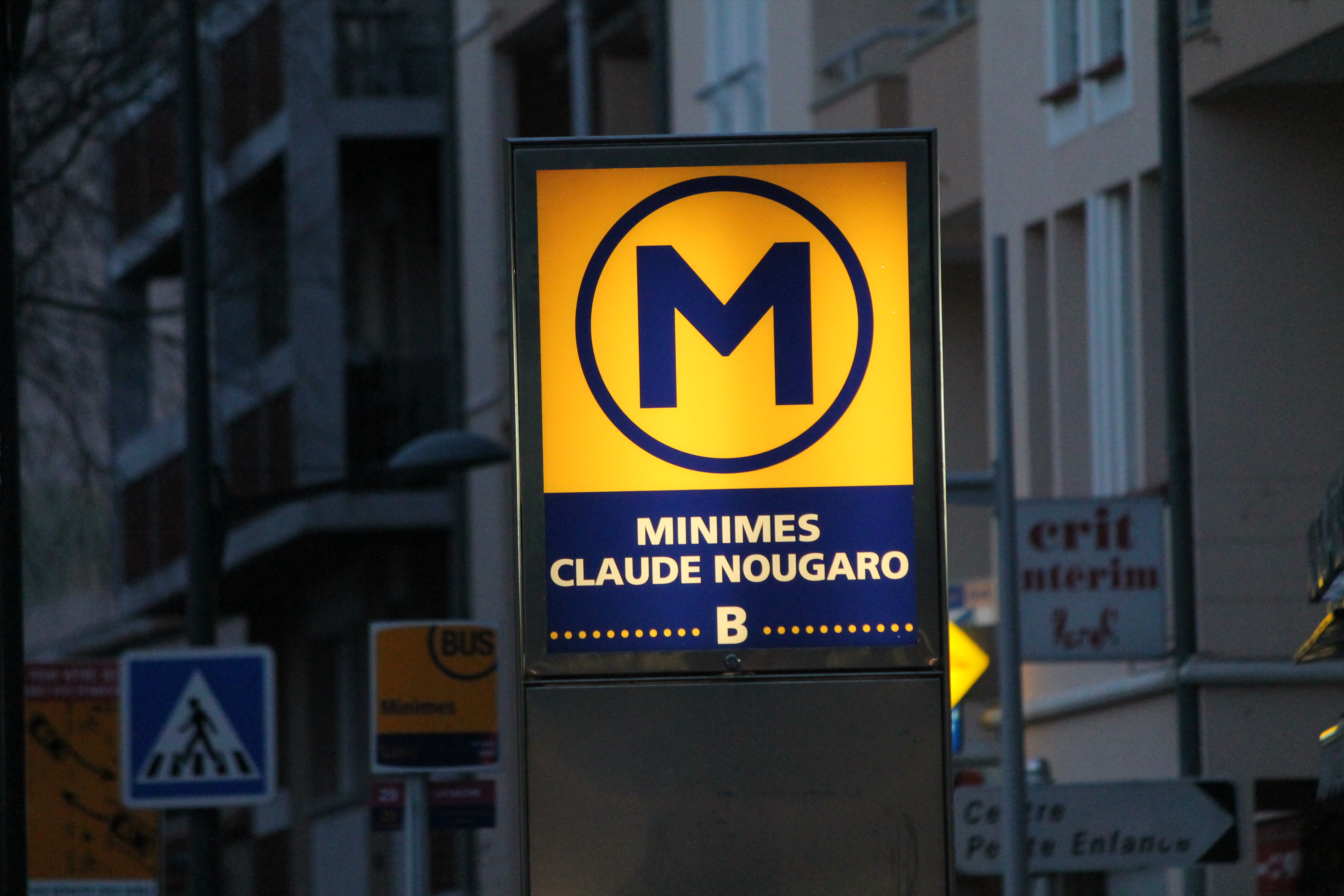
Toulouse metro

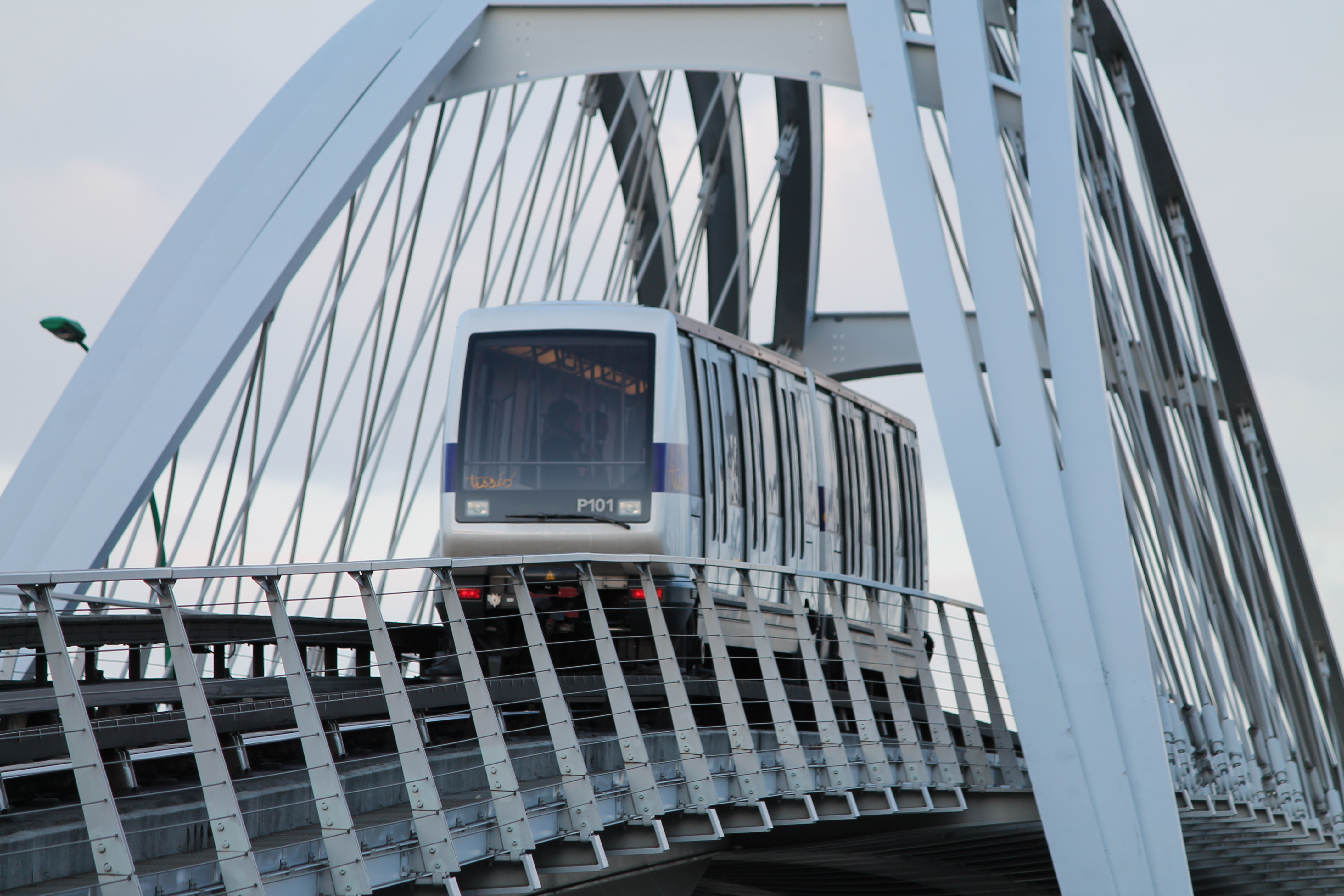
Toulouse VAL208 NG

## Historia
- 1983 Beslutar styrelsen att bygga en tunnelbanelinje som går från sydväst till nordöst.
- 1985 Bestämmer kommunen att använda VAL teknologi.
- 1987 Projektet börjar planeras och godkänns.
- 1989 Börjar bygget med linje A
- 1993 Öppnar linje A
- 1997 Börjar man fundera på preliminära förlängningar av linjen och byggandet av en andra linje (Linje B) börjar.
- 2001 Bygget av linje B börjar och förlängningen av linje A även den börjar.
- 2003 Öppnar de nya stationerna på linje A.
- 2007 Linje B öppnar.
- 2013 Linje B förlängs söderut till Labège Innopôle